# 元宽
元宽（？—531年1月26日），字思猛，小字伽邪，河南郡洛阳县（今河南省洛阳市东）人，魏献文帝拓跋弘的曾孙，冠军将军、梁州刺史、陈留王元子直长子，北魏宗室、官员。

## 生平
永安元年十一月戊午（528年12月1日），元宽承袭了父亲的爵位陈留王，后担任散骑常侍、平南将军，不久又改任侍中、抚军将军。元宽的夫人是尔朱荣的小女儿，尔朱荣曾经指着元宽说：“我最终要靠这个女婿的帮助。”城阳王元徽对魏孝庄帝元子攸说：“尔朱荣担心陛下最终成为他的祸患，如果陛下有了太子，尔朱荣必定会贪图册立幼年的太子为皇帝，如果皇后不生太子，尔朱荣就立陈留王元宽来安定天下。”元徽还形容了尔朱荣指着元宽说话时的样子。
永安三年九月辛卯（530年10月25日），尔朱荣从晋阳前往洛阳朝见，九月二十一日（530年10月28日），尔朱荣暂时入宫，马上又去了元宽家中，尔朱荣因饮酒大醉，就声称疾病发作，连续多天不进入宫中。
永安三年十二月甲子（531年1月26日），尔朱兆在晋阳用绳索勒死了魏孝庄帝，元宽也同时被杀害。元宽没有儿子，封国被撤除。魏孝武帝元修初年，追赠元宽使持节、散骑常侍、都督青齐济三州诸军事、卫大将军、青州刺史，又再次赠予司徒公。

## 家庭

### 祖父
- 元勰，北魏侍中、太师、彭城武宣王

### 父亲
- 元子直，北魏冠军将军、梁州刺史、陈留王

### 兄弟
- 元刚，东魏宗正少卿、浮阳王
- 元文，北魏林虑哀王